# Осама-Касаба у Њујорку (представа)
Осама-Касаба у Њујорку је позоришна представа коју је режирао Дарко Бајић, по роману Владимира Кецмановића Осама, у драматизацији Косте Пешевског. Премијера ове представе се одиграла 4. априла 2018. године на сцени Данило Бата Стојковић у Зведара театру у Београду.

## О представи
Ова трагикомедија која се одвија у њујоршкој кафани осим смеха покреће и низ питања о ономе кроз шта пролазе људи тражећи у туђој земљи сигурнију будућност. У низу различитих искушења они упадају и у мрежу усамљености. Ипак, нису губитници, већ истински борци за свој живот, емоције и простор у коме живе.

### Реч режисера
Дарко Бајић говори о представи, да је за њега то била прича о генерацији њему блиској, која је из безбрижног одрастања у Југославији ушла право у крвави рат. Неке је послао директно у смрт, неке у емиграцију, а неке оставио овде да живе суочени с последицама трагедије коју су преживели. Радећи ову представу покушао је да дође до одговора да ли за моју генерацију постоји могућност прочишћења од рана или до тог прочишћења могу да дођу тек следеће генерације, наша деца.